# Cannon Rocks
Cannon Rocks est une petite station balnéaire située au bord de l'océan indien dans la province du Cap-Oriental en Afrique du Sud et gérée par la municipalité locale de Ndlambe dans le district de Sarah Baartman. Proche de la réplique du Padrao de Dias, érigé par Bartolomeu Dias en mars 1488, le village porte le nom de deux canons, situés sur Alice Road et récupérés sur des voiliers portugais qui ont coulé devant le village il y a de nombreuses années. 

## Localisation
Cannon Rocks est situé à 135 km à l'est de Port Elizabeth, à 30 km à l'ouest de Port Alfred et 4 km à l'ouest de Boknesstrand.
Cannon Rocks s'est développé sur une petite bande de terre entre la mer et la forêt de Woody Cape. La principale artère de la ville se nomme Potgieter, en référence au nom du fermier qui possédait la ferme sur laquelle le village s'est construit. Un autre rue porte le nom de sa femme Alice. 
Cannon Rocks est un village jumeau de Boknesstrand. 

## Démographie
Selon le recensement de 2011, Cannon Rocks compte 214 habitants (87,85 % de blancs, 10,75 % de noirs). 
L'anglais sud-africain est la langue maternelle principale de la population locale (52,34 %) devant l'afrikaans (44,39 %).

## Économie et Tourisme
L'économie de Cannon Rocks repose sur la production laitière et le tourisme. Le village accueille notamment plusieurs maisons de retraite et des résidences de vacances mais il est dépourvu de commerces d'aliments de base qui se trouvent uniquement dans les villages proches de Kenton-on-Sea et de Boknesstrand.
La station balnéaire est réputée pour sa plage de sable blanc et pour être un site de kitesurf. Chaque année, Cannon Rocks accueille la compétition Cannon Rocks Kiteboarding Classic. 
Elle est également réputée pour sa pêche en haute mer, la plongée en apnée et les excursions de plongée sous-marine. Deux sentiers de randonnée partent de Cannon Rocks et permettent de rejoindre les dunes côtières (7 km) ou la forêt de Woody Cape (2 jours). 
Une réplique du Padrao de Dias (surnommée le « Baken ») construite en 1944 et édifiée sur son emplacement d'origine, est accessible depuis Cannon Rocks. En novembre 1995, le président portugais Mario Soares a été le premier chef d’État étranger à venir sur le site. 